# Sumano
Sumano (em latim: Summānus), na religião romana antiga, era o deus do trovão noturno, como contraposto a Júpiter, o deus da do trovão diurno. Sua natureza precisa não estava clara nem mesmo para Ovídio.
O templo de Sumano foi dedicado durante a Guerra Pírrica em 20 de junho de 278 a.C. A estrutura se apresentava no oeste do Circo Máximo, talvez na encosta do Monte Aventino. Parece que o templo tenha sido dedicado a Sumano porque a estátua do deus que estava no telhado do templo de Júpiter Capitolino tinha sido atingida por um raio. A cada 20 de junho, um dia antes do solstício de verão, bolos redondos chamados de sumanália, feitos de farinha, leite e mel e em forma de rodas, eram oferecidos ao deus como um símbolo de propiciação: a roda pode ser um símbolo solar. Sumano também recebia um sacrifício de dois bois ou bodes negros. Animais escuros eram normalmente oferecidos às divindades ctônicas.
Santo Agostinho registrou que em épocas anteriores Sumano era mais adorado do que Júpiter, mas com a construção de um templo que era mais magnífica do que a de Sumano, Júpiter tornou-se mais honrado.
Cícero relata que a estátua de barro do deus que estava no telhado do Templo de Júpiter Capitolino foi atingida por um raio e perdeu a cabeça. Os arúspices anunciaram que a parte da estátua que faltava tinha sido arremessada no rio Tibre, onde, de fato, foi encontrada no local indicado por eles. O próprio templo de Sumano foi atingido por um raio em 197 a.C.
Plínio, o Jovem acreditava que a divindade era de origem etrusca e um dos nove deuses do trovão. Varrão, no entanto, classifica Sumano entre os deuses que ele considera de origem sabina, a quem o rei Tito Tácio dedicava altares (aras) em consequência de um voto. Paulo Diácono considera-o um deus do raio. Acredita-se que o nome Summanus venha de Summus Manium, "o maior dos Manes".
Georges Dumézil argumentou que Sumano representaria o elemento estranho, violento e inspirador dos deuses da primeira função, ligada à soberania celestial. O duplo aspecto do poder soberano celestial seria refletido na dicotomia Varuna-Mitra na religião védica e na dicotomia Sumanu-Deus Fídio em Roma. Os primeiros deuses destes pares encarnavam o aspecto noturno, violento e misterioso da soberania, enquanto os segundos refletiam a reconfortante luz do dia e o aspecto legalista.
De acordo com Marciano Capela, Sumano é outro nome para Plutão como o "maior" (Summus) dos Manes. Esta identificação é retomada por autores posteriores, como Camões ( "Se no reino sombrio de Sumano ...") e John Milton, em um símile para descrever a visita de Satanás a Roma: "Só para Sumano, envolto em um turbilhão de fumaça de chama azul, cai sobre as pessoas e as cidades".